# Matuska Szilveszter
Matuska Szilveszter József (Csantavér, 1892. január 29. – Szabadka, 1945) tanító, katona, üzér, a biatorbágyi merénylet elkövetője.

## Élete
Római katolikus családból származott, szülei Matuska Antal papucskészítő mester és Németh Anna voltak. Tízéves korában elveszítette apját, édesanyja ezután hozzáment Kőmíves Sándorhoz, egykori segédükhöz. Ő gondoskodott Szilveszter taníttatásáról az anyja kívánsága szerint, aki papnak szánta. A mostohaapa azonban azt szerette volna, ha a fiú a műhelynél marad, s elsajátítja a papucskészítő mesterség fortélyait. 1903 őszén beíratták a kalocsai jezsuita gimnázium I/b. osztályába. Gyenge tanulmányi előmenetelének okán később átíratták a szabadkai gimnáziumba. Itt határozta el, hogy kántortanító lesz, így a kalocsai érseki tanítóképzőben folytatta tanulmányait. Miután megszerezte oklevelét, három helyre is kinevezték tanítónak, de ő a püspökhatvani kinevezés mellett döntött.
1913 októberében önként vonult be a szabadkai 6. honvéd gyalogezredhez. Áthelyezték Zomborba, majd az első világháború kitörésekor már őrvezetői rangban szolgált a szerb harctéren. A harcokban megsebesült, majd előléptetést nyert. 1914. november vége – december eleje környékén a szabadkai kórházba osztották be mint hadapród őrmestert. Miután onnan kikerült, először zászlóssá, majd az altiszti iskola parancsnokává, végül a tiszti iskola parancsnokhelyettesévé nevezték ki. Géppuskás tanfolyamot végzett, utána 1915 végén az orosz harctérre vezényelték. A toporoutzi és rarancei harcokban is részt vett a géppuskás osztag parancsnokaként. Később áthelyezték a pécsi 19. honvédezredhez, majd Erdélyben hadnagyi minősítésben töltötte be egy trachomás század parancsnoki tisztjét. Felügyelt a mezőgazdasági munkálatokra, majd az összeomlás idején főhadnagyi rangot tudhatott magáénak, ezüst vitézségi éremmel és bronz katonai érdeméremmel (Signum Laudis) tüntették ki. A háború után elárvereztette a kincstári holmikat, és maga osztotta szét a befolyt összeget.
Szülőfalujába hazatérvén újból elfoglalta tanítói állását, majd megszervezte a polgárőrséget. Kicsapongó életmódjához a tanítói fizetés nem bizonyult elegendőnek, ezért amellett kereskedelmi tevékenységet is folytatott. Felesége, Dér Irén szintén a csantavéri iskolában tanított. Gáspár Dezső igazgató azonban nem tartotta összeférhetőnek a tanítói hivatást a kereskedelemmel, ezért, hogy megelőzze elbocsátását, Matuska Szilveszter írásbeli feljelentést tett a szerb tanfelügyelőséghez[pontosabban?], amivel azonban a testület nem foglalkozott.
Ez idő alatt nagy mennyiségben importált sót, petróleumot, cukrot, gyufát és festéket, Újvidékről, Szabadkáról, Belgrádból, Bulgáriából. Ezen árukat szinte csak nála lehetett megvásárolni. Mezőtúron 120 kataszteri hold földet vett 1 200 000 koronáért, ennek egyhatodát apósára és anyósára íratta, majd gazdálkodásba fogott. Időközben megszületett leánya, Gabriella, emellett tanítói állása is bizonytalanná vált. 1922 júliusában felvette a magyar állampolgárságot, majd családjával Budapestre költözött, a Rottenbiller utcába. A birtokát eladta, s még egy házat vett a Visegrádi utcában, ám ezen hamar túladott. Ezután a Szabolcs utcában vásárolta meg egy ház 7/8 részét, ám a szerződés utólagos korrigálása miatt – a „korona” szó helyett „korona értékben” került bele – a lakók feljelentették, hosszú pereskedés vette kezdetét, amit Matuska 1926-ban másodfokon megnyert.
A felesége nevére nyitott fűszerüzletet, valamint az italmérési engedélyt is megkapta. Belépett egy fa- és szénkereskedésbe társként, emellett tőzsdézett és más kereskedelmi tevékenységeket is végzett. 1926-ban már mint részvényes dolgozott a „Házkezelési r. t."-nél, a cég részvényeinek túlnyomó részeit birtokolva.
Matuska arra spekulált, hogy a képviselő-választások után Ausztriában emelkedni fog az ingatlanok ára, így több házat is szeretett volna vásárolni Bécsben az eladott budapesti lakás árából. Megvette a Dempschergasse 3., a Klostergasse 12. és az Esterházygasse 4. számú házakat, melyeket jelzálog is terhelt. Foglalkozott borkereskedelemmel is, próbálkozott egy „Tigris tej" nevű édes kadarka eladásával is, ám ez nem járt sikerrel. 1928 májusában végleg Bécsben telepedett le.
1930 tavaszán a „Házépítési és Gazdasági Szövetkezet" korlátolt felelősségű társaság megalapításának egyik résztvevője volt. Tervezte, hogy köz- és magánépítkezésekhez közvetítsen hozzájárulásokat. Szándékában állt egyik házát felújítani és később értékesíteni, ugyanis magánszemélyként nem részesülhetett állami építési hozzájárulásban. Emiatt mondott fel a ház lakóinak, akik ezt nem fogadták el, így per következett, amit elvesztett. Anyagi haszonszerzés céljából felgyújtotta a ház tetőzetét, ezáltal 180 000 schilling kártérítést kapott. A királyi törvényszék perbe fogta, megvádolva, hogy saját maga vitte véghez a gyújtogatást, ám ezt bizonyítani nem tudták.
1929-ben felesége tüdőbajt kapott, melynek gyógyítása, a perek és a meghiúsult vállalkozások elvitték vagyonának körülbelül a felét. 1930-ban már húsznál is többször foganatosítottak ellene végrehajtást, emiatt még annak az évnek őszén letette a vagyontalansági esküt. A vagyonleltárában a következő tételek szerepeltek: 3 schilling készpénz, 2 arany jegygyűrű, néhány ruha, valamint a Hofgasse 9. sz. alatti ház.
Mialatt Bécsben lakott, foglalatoskodott saját szabadalmainak árusításával is. Ezek közé tartozott a lassú víz által hajtott turbina, amelynek segítségével elektromos áramot lehetett előállítani. Másik találmánya egy jelzőkészülék volt, mely a vasúti pályán lévő akadályra figyelmeztette a mozdonyvezetőt nagyobb távolságról. Kifejlesztett egy gázelzáró készüléket is, amely csak akkor engedte volna a csőben lévő gázt kiömleni, ha a gáz égett. Ez utóbbit a találmányi hivatalban „Orlisó" néven jegyezték be. Találmányainak segítségével próbált volna menekülni a közelgő anyagi csőd elől.

## A biatorbágyi merénylet

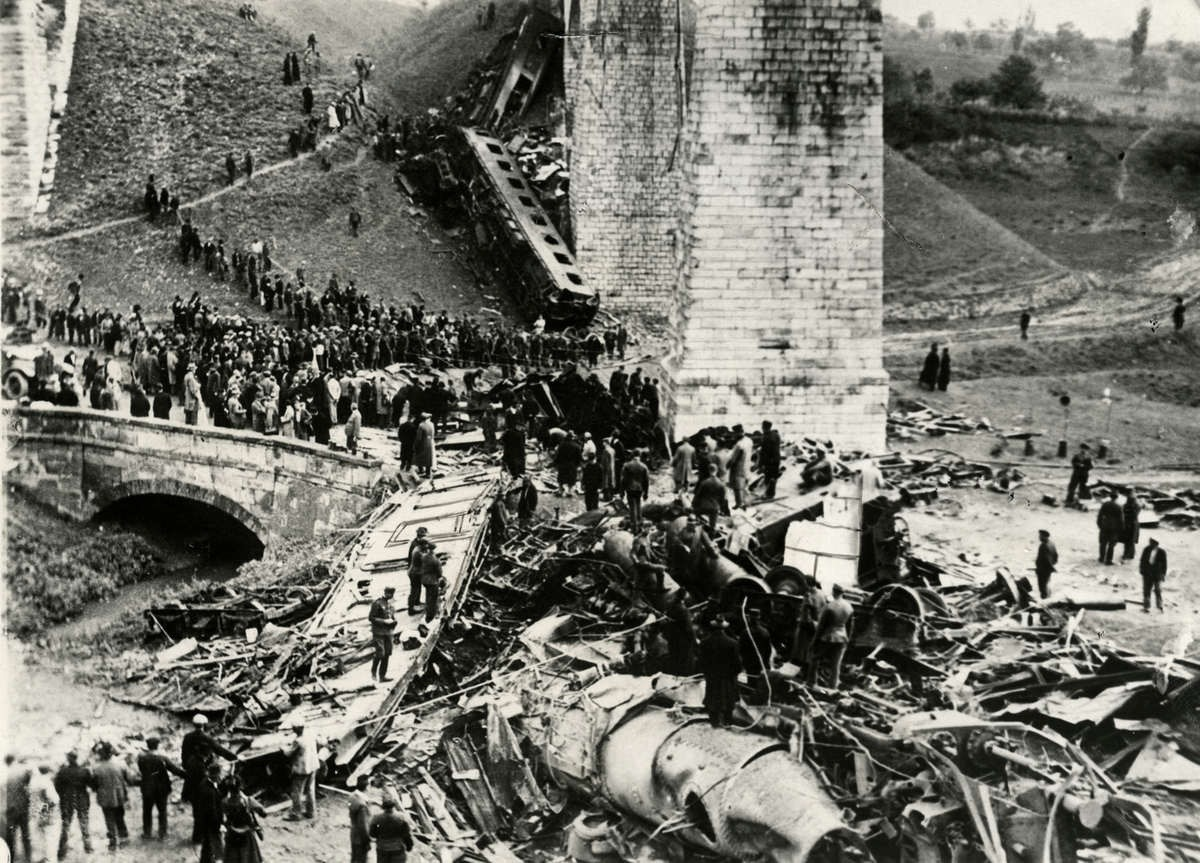
A biatorbágyi merénylet maradványai

Tettét 1931. szeptember 12-éről 13-ára virradó éjjel 0 óra 20 perckor vitte véghez.
A detonáció következtében a mozdony az első hat kocsival a viaduktról a mélybe zuhant. A tragédiának 22 halálos áldozata és 17 sebesültje volt. A helyszínen megtalálták a házilag szerkesztett robbanószerkezetet és egy levelet, amely a kommunistákra terelte a gyanút. Ennek következtében statáriumot, vagyis rögtönítélő bíráskodást vezettek be 1932 októberéig. A nyomozás során azonban kiderült, hogy az őrült bécsi kereskedő és gyáros, Matuska Szilveszter követte el a bűncselekményt, valamint hogy egy korábbi németországi és ausztriai vasúti robbantásnak is ő volt a tettese. Az osztrák bíróság hatévi fegyházra, a magyar törvényszék pedig halálra ítélte, de mivel nem volt halálbüntetés Ausztriában, ottani büntetésének letöltése után életfogytiglani fegyházra ítélték, amelyet a Váci Országos Királyi Fegyintézetben kellett letöltenie.
Bizonyosan tudjuk, hogy ítélete végrehajtása alatt 17 napot büntetés-félbeszakításon töltött, amikor is katonai célok érdekében hagyta el a fegyházat, kísérettel, majd kísérettel is érkezett vissza. 1944. december 6-án a német katonai parancsnokság felszólította a váci börtönparancsnokot, hogy bocsássa szabadon a 800 foglyot, különben kivégzik őket (hogy miért, arra nem tér ki a börtönparancsnok tanúvallomása). Ötven fogoly, köztük Matuska viszont maradt, mert abban bízott, hogy szerb nyelvtudásával meg tudja magát értetni az oroszokkal. Sebésznek adta ki magát, egy ideig még dolgozott is az orosz hadikórházzal, majd továbbvonult a csapatokkal, 1945 januárjában. A délvidéki vérengzések kutatása során különböző, más irányú tanúvallomások töredékeiből állt össze az, amit jelenleg tudunk Matuska végzetéről. 1945 elején Csantavéren tűnt fel, ahol zavaros politizálásba kezdett. Egy vasárnap a templomból kijövő tömegnek tartott „nacionalista ízű szónoklatot”. Másnap a partizánok elfogták, és Újvidékre hurcolták. Nagybátyja szerint egy szabadkai tömegsírba temették.

## Érdekesség
- Kosztolányi Dezső is elment a törvényszéki tárgyalásra, hogy megnézze magának Matuskát.[4]

## Emlékezete
- Alakja felbukkan Kondor Vilmos magyar író Budapest romokban című bűnügyi regényében.
- Hubay Miklós Te Imre, itt valami ketyeg című egyfelvonásosában említi a Tűzoltó, a Bolond és Lear is.
- Két nagyjátékfilm is készült a merényletéről, az első 1959-ben Várkonyi Zoltán rendezésében Merénylet címmel, ebben Básti Lajos alakítja Matuskát, akit a filmben Marschalkó Juliusnak hívnak, a második 1982-ben Simó Sándor rendezésében Viadukt címmel, ebben az kanadai Michael Sarrazin alakítja Matuskát.
- Mondókában is szerepel neve: Tegnapelőtt "tuska" december 29. / Tegnap "tuska" december 30. / Ma "tuska" Szilveszter